# ديف إدموندز
ديف إدموندز (بالإنجليزية: Dave Edmunds)‏ هو مغني وعازف قيثارة ومنتج أسطوانات وكاتب أغاني بريطاني، ولد في 15 أبريل 1944 في كارديف في المملكة المتحدة.

## وصلات خارجية
- الموقع الرسمي
- ديف إدموندز على موقع IMDb (الإنجليزية)
- ديف إدموندز على موقع ميوزك برينز (الإنجليزية)
- ديف إدموندز على موقع إن إن دي بي (الإنجليزية)
- ديف إدموندز على موقع أول ميوزيك (الإنجليزية)
- ديف إدموندز على موقع ديسكوغز (الإنجليزية)
- ديف إدموندز على موقع قاعدة بيانات الفيلم (الإنجليزية)